# Alexandre Lee
Alexandre Dae Jin Lee (Mogi das Cruzes, 2 de setembro de 1977) é um lutador de judô brasileiro de origem coreana.
Alexandre Lee iniciou o judô aos 7 de idade, e aos 13 anos conheceu o Sensei Uichiro Umakakeba, em Bastos, onde permaneceu treinando por 2 anos. Logo após, ingressou no Centro de Excelência no Ibirapuera, em São Paulo, que permaneceu por mais 3 anos.
Suas conquistas mais relevantes foram o tricampeonato brasileiro ligeiro em 1996, 1997 e 1999 e a medalha de bronze nos Jogos Pan-americanos de 2007 no Rio de Janeiro. Lee também representou o Brasil nos Jogos Olímpicos de Atenas em 2004, e acabou sendo eliminado na primeira rodada pelo grego Revazi Zintiridis. 
Formado em Administração de Empresas, em 2010 recebeu o convite para se tornar técnico do Clube Paineiras do Morumby, no qual ficou por 11 anos, gerenciando e elevando o nível do clube, transformando-o em um dos melhores clubes do país.
No período como Head Coach do Clube Paineiras do Morumby, Lee foi o responsável pela convocação de dois atletas para os Jogos Olímpicos de Tóquio 2020. Além disso, em 2019, levou o clube ao vice-campeonato, no Troféu Brasil Interclubes, um dos principais torneios nacionais da classe adulta.
Em 2022, Lee assumiu a direção da Equipe de Alto Rendimento do SESI-SP e vem fazendo um excelente trabalho. 
Em apenas um ano e meio a frente do clube, conseguiu resultados como:
- Dois atletas participantes do Campeonato Mundial Cadete; 
- Três atletas participantes do Campeonato Mundial Júnior; 
- Dois títulos da Seletiva Olímpica; 

Além de diversas medalhas nacionais e internacionais.